# Marija Gabriel
Marija Ivanova Gabriel (bulgariska: Мария Иванова Габриел), född Nedeltjeva (bulgariska: Неделчева) 20 maj 1979 i Gotse Deltjev, är en bulgarisk politiker som representerar Medborgare för Bulgariens europeiska utveckling (GERB).
Gabriel var ledamot av Europaparlamentet 2009–2017 och bland annat vice ordförande i Europeiska folkpartiets grupp (EPP). Hon efterträdde 2017 Kristalina Georgieva som EU-kommissionär med ansvar för den digitala ekonomin och det digitala samhället i kommissionen Juncker. År 2019 nominerades hon till kommissionär med ansvar för innovation och ungdom i kommissionen von der Leyen I.